# Ramon Cabrera i Grinyó
|  | «Ramon Cabrera» redirigeix aquí. Vegeu-ne altres significats a «Ramon de Cabrera». |

Ramon Cabrera i Grinyó (Tortosa, 27 de desembre de 1806 – Wentworth, Virginia Water, Surrey, Regne Unit, 24 de maig de 1877) fou el comandant en cap de les forces carlines a la zona del Maestrat durant la primera guerra carlina i de Catalunya durant la segona. Gran figura del moviment insurreccional carlí, destacà per la seva gosadia i dots de comandament al camp de batalla. Ideològicament, evolucionà al final de la seva vida cap a posicions més tolerants i acabà reconeixent el rei Alfons XII, cosa que li valgué ser repudiat pel moviment carlí més tradicional.

## El carlisme
El carlisme fou un moviment que nasqué a la mort de Ferran VII, entre els qui defensaven la legitimitat de Carles V, germà d'aquell, enfront dels drets de la filla Isabel II, tot i que certament podríem trobar el seu naixement ideològic uns anys abans, ja a partir de 1823. Va ser la lluita dels qui volien eliminar l'Antic Règim i els que volien mantenir-lo, la lluita entre el capitalisme emergent i la defensa de valors ancestrals.
La política liberal de les desamortitzacions beneficiava una minoria, representada pels comerciants i nous burgesos, únics que podien optar a la compra dels béns de l'església i del comú, mentre empobria a la majoria de les classes populars, majoritàriament pagesos, que a més eren destinataris de nefastes polítiques agràries liberals. El 1833, el suport de l'Església al moviment carlista també fou considerable, per la seva defensa d'un catolicisme militant, que no admetia la llibertat de cultes, com tampoc la separació entre Església i l'Estat.

## Biografia

### Primera guerra carlina

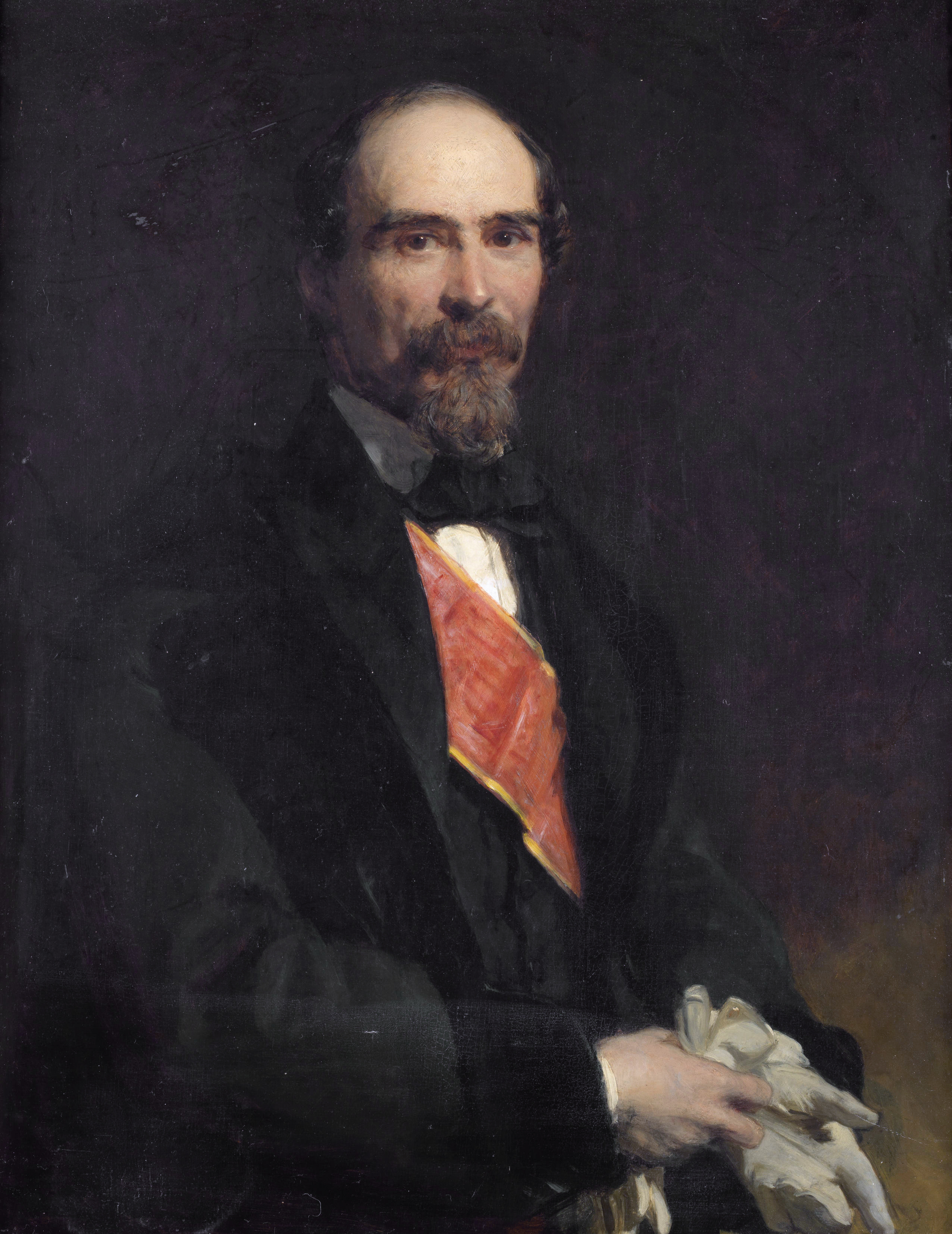
Retrat de Cabrera per John Prescott Knight

A la mort de Ferran VII l'any 1833, el seu germà Carles s'autoproclamà rei d'Espanya amb el nom de Carles V. Immediatament, el 6 d'octubre, el general Santos Ladron de Cegama va proclamar Carles V rei d'Espanya a la localitat de Tricio (La Rioja). Aquest fet marca la data d'inici de la Primera Guerra Carlina.

#### El inicis
Ramon Cabrera deixà els seus estudis al seminari per incorporar-se als partidaris de Carles V, que s'aplegaven a Morella al voltant del baró d'Herbers, el novembre de 1833. El baró d'Herbers, Rafael Ram de Viu Pueyo, va ser derrotat prop de Morella i a Calanda va ser capturat i afusellat i la rebel·lió esclafada.
L'exèrcit liberal va creure al principi que podrien acabar amb les partides carlines aplicant polítiques de molta duresa, com la d'afusellar sistemàticament tots els oficials carlins que eren fets presoners, i en moltes ocasions també els soldats i fins-i-tot els ferits. Per contra, durant més d'un any Manuel Carnicer i Cabrera deixaven en llibertat tots els presos que feien. Al cap d'un temps, tots els superiors de Cabrera havien estat afusellats, com Covarsi, Marcoval i finalment, poc després de la derrota a l'Acció de Maials, l'abril del 1835 el mateix Carnicer, líder de les forces carlines d'Aragó i del País Valencià. Cabrera el substituí i donà un gran impuls a la guerra, sobretot per la seva extraordinària mobilitat.

#### Comandament de Cabrera
A la mort de Carnicer, el coronel Cabrera és confirmat com a cap de les forces legitimistes al Baix Aragó, amb l'objectiu d'aconseguir formar un autèntic exèrcit a partir de la munió de partides disperses i mal organitzades que hi havia en aquell moment.

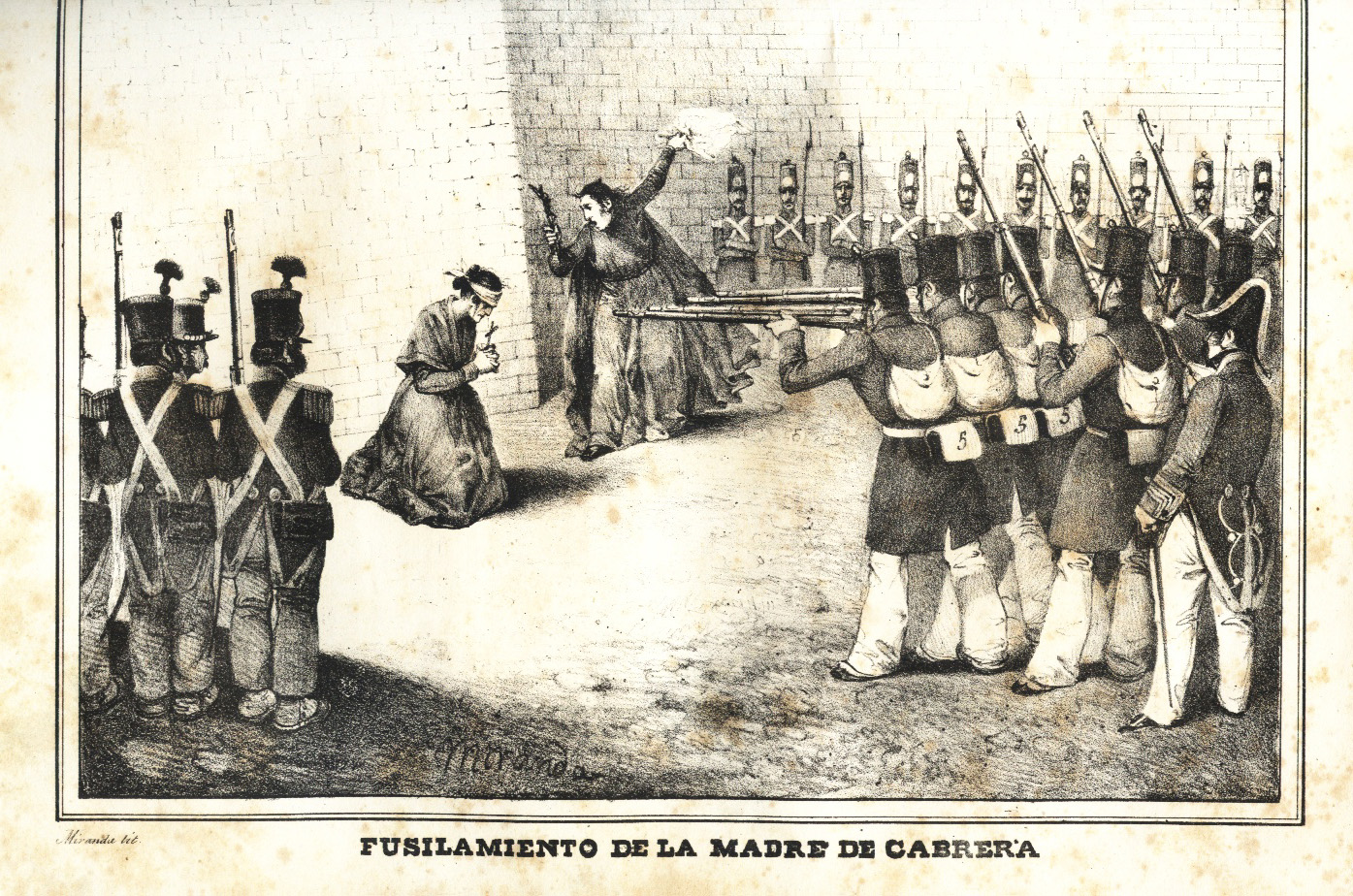
Afusellament de la mare de Cabrera, segons un gravat de l'època

Al cap de més d'un any de guerra, els carlins van començar a adoptar també mesures de duresa amb l'intent de fer-se respectar, com la de pena de mort a qui donés avís als liberals del moviment de les seves tropes. Aquest va ser el cas de la mort dels alcaldes de Valdealgorfa i la Torrocella d'Alcanyís, a la comarca d'Alcanyís. Com a represàlia, el general Agustín Nogueras, amb el vistiplau del capità general de Catalunya, Francisco Espoz y Mina, feu afusellar la mare de Cabrera a Tortosa, el 16 de febrer de 1836. Això va endurir Cabrera, que va respondre ell també amb una guerra sense quarter, vencent Martín José Iriarte el 18 de juny a la batalla d'Ulldecona, i posant setge a Gandesa. Els liberals, que tan sols es feien ressò de les atrocitats de Cabrera i no de les seves, van començar la llegenda difamatòria sobre la seva crueltat denominant-lo el Tigre del Maestrat.

#### L'expedició Gómez
Entre setembre i novembre de 1836 acompanyà el general Miguel Gómez Damas en la seva expedició per La Manxa i Andalusia on, en una acció d'audàcia dirigida per Cabrera, es conquerí la ciutat de Còrdova. Arribats a Càceres, les diferències amb Gómez i les notícies sobre l'amenaça de les forces liberals a la plaça fortificada de Cantavella, impulsaren Cabrera a abandonar l'expedició amb una petita escorta i els homes d'El Serrador, que decideixen seguir-lo.
Cabrera es dirigí primer a Cantavella, però en saber que havia caigut en mans dels liberals, decidí anar a la cort de Navarra per entrevistar-se amb el Pretendent. Tanmateix, fou derrotat a Rincón de Soto l'1 de desembre per les tropes del general Irribaren i, ferit a la cama i a l'esquena a Arévalo de la Sierra en la coneguda en la historiografia carlina com "la noche triste", va córrer greu perill de ser capturat pels seus enemics fins a poder refugiar-se, sol, a Almazán.
El 9 de gener de 1837 Cabrera, encara recuperant-se de les ferides, es presentà a Rubielos de Mora, recompongué les tropes i la moral i atacà Torreblanca, on fou ferit un altre cop. Per la seva part, Llagostera derrotava els liberals el mes de febrer a Bunyol i el març a Burjassot, on feu afusellar al Mas del Rosari, al terme de Paterna, prop de Burjassot, 37 oficials liberals que havien estat capturats en l'acció del Pla del Pou. Poc després, Forcadell feia una incursió per terres murcianes arribant fins a Oriola i obtenint un gran botí i l'allistament de noves columnes de voluntaris. Tot plegat acabà causant la substitució de San Miguel per Marcelino de Oraá Lecumberri com a comandant de l'exèrcit del Centre. La situació es restablí al Maestrat quan Cantavella fou recuperada per Juan Cabañero y Esponera en 24 d'abril de 1837, i guanyant Sant Mateu.

#### L'Expedició reial i el setge de Madrid

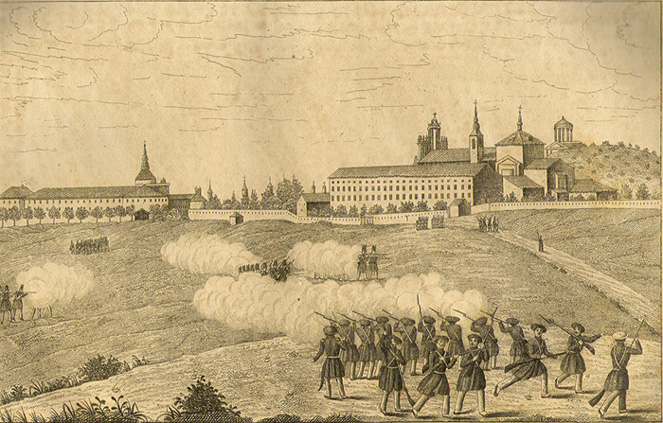
Gravat amb els carlins a les portes de Madrid durant l'Expedició Reial

El 29 de juny protegí el pas de l'Ebre de l'Expedició Reial, un exèrcit de gairebé una vintena de batallons i tres regiments encapçalats pel mateix Pretendent, que volia arribar a Madrid i forçar la victòria final i l'acabament de la guerra. Va fer portar les barques necessàries des del delta de l'Ebre fins a Xerta per les muntanyes, ja que la guarnició de Tortosa impossibilitava fer-ho pel riu.
Comandant l'avantguarda carlina va arribar a les portes de Madrid, que restava indefensa, però la indecisió del pretendent Carles V, que esperava el compliment del pacte secret fet amb la reina Maria Cristina de reconèixer-lo com a rei, provocà la inacció durant més de 2 dies que va desesperar Cabrera i va impedir l'assalt, i potser la victòria, l'entronització de la dinastia carlina i la fi de la guerra. L'arribada dels reforços del general Espartero, però, va provocar la retirada i posterior derrota i retorn de l'expedició a Navarra.

#### La presa de Morella

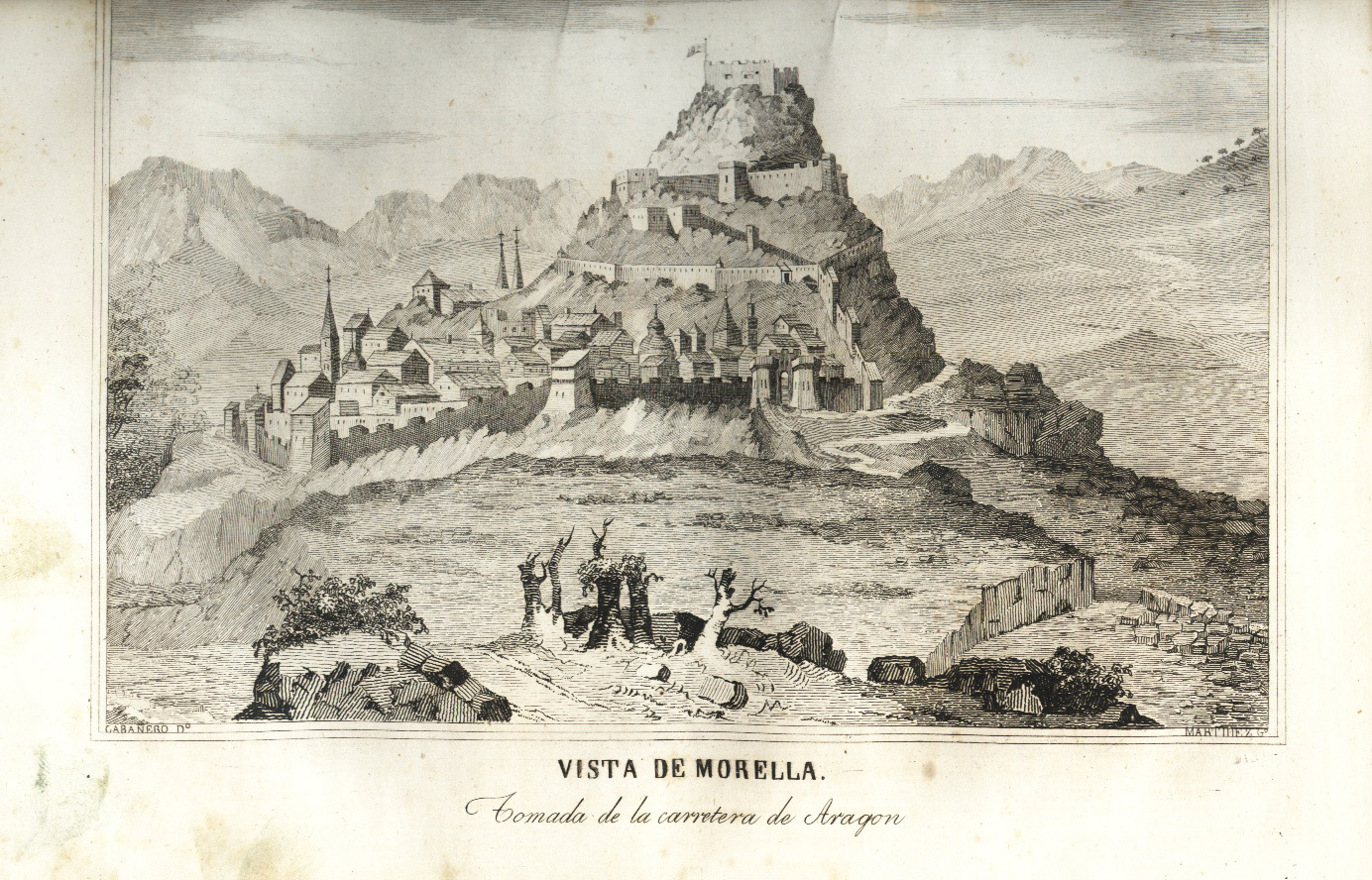
Dibuix d'una vista de Morella del 1845.

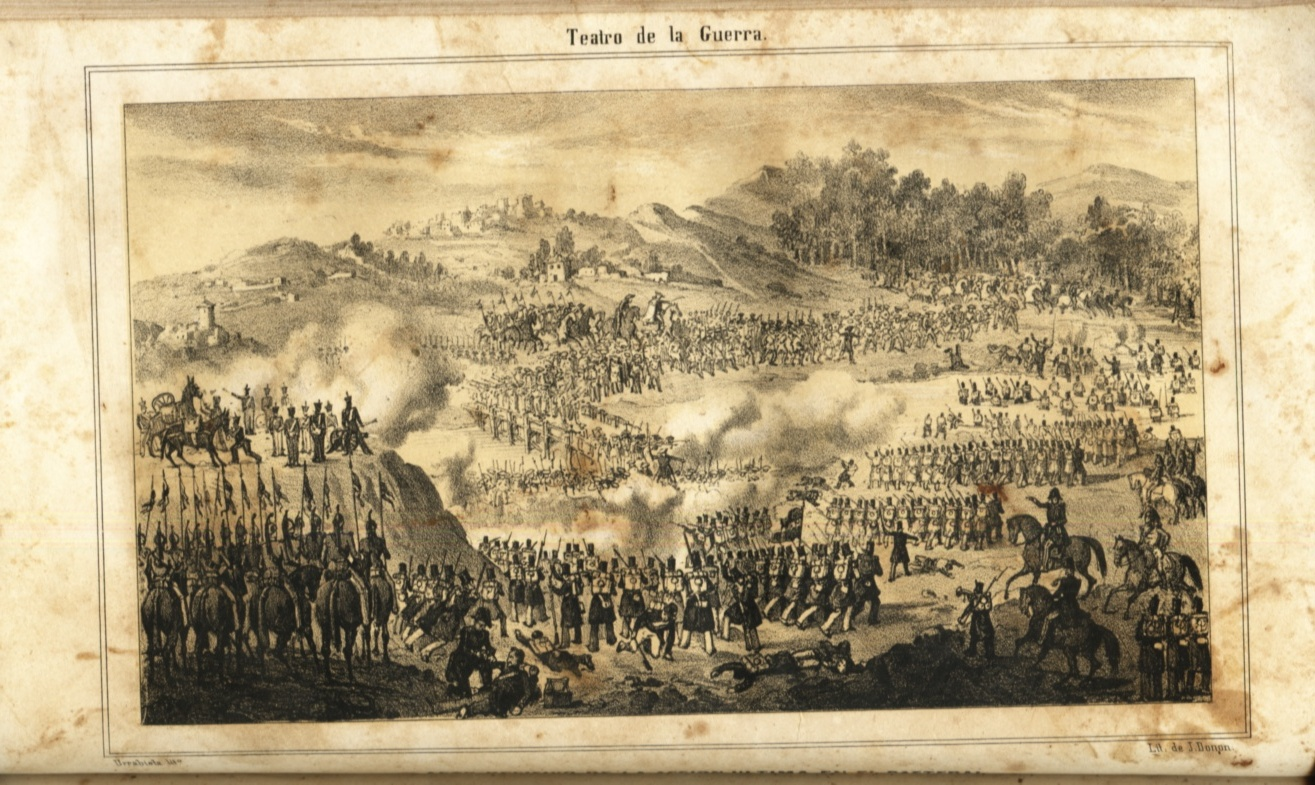
Imatge iconogràfica de la Batalla del Pasteral

Cabrera, en saber-se aïllat, va intentar infructuosament connectar-se amb Navarra intentant prendre Terol i Saragossa. El gener de 1838 prengué Morella gràcies a un audaç cop de mà del tinent Pau Alió Anguera, i feu fracassar l'agost del mateix any els intents del general Oráa de recobrar aquesta plaça forta. La victòria li valgué el títol de comte de Morella i el grau de tinent general, al mateix temps que provocava una tempesta política al govern de Madrid.
Cabrera va tornar a intentar connectar-se infructuosament amb Catalunya atacant Gandesa, A l'octubre va obtenir una nova victòria als camps propers a Maella sobre el general Ramón Pardiñas i la seva divisió, anomenada del "ramillete" perquè hi havia la flor i nata de l'oficialitat de l'exèrcit liberal. La batalla fou molt cruenta per als dos exèrcits, fins al punt que Pardiñas hi morí i Cabrera en resultà ferit en un braç.
Cabrera organitzà llavors un petit estat amb capital a Morella, que fou el centre de l'activitat carlina del 1838 al 1840, amb serveis a Cantavella, Mirambell i Beseit. Cabrera no acceptà el Conveni de Bergara (1839) i, malalt i atacat per tot l'exèrcit de Leopoldo O'Donnell vingut del nord, es retirà cap a la Catalunya Vella el 1840. Després de fer una darrera resistència a Berga, passà a França el juliol del 1840, fet que marca el final de la guerra.

### Primer exili
Cabrera restà 8 anys a França, a l'espera que les condicions internes i els suports externs del carlisme li permetessin de tornar. Hom creu però, que fou en aquesta etapa que Cabrera inicià una evolució del seu pensament cap a posicions menys dogmàtiques i més favorables a explorar vies d'entesa amb els partidaris del liberalisme.

### Guerra dels Matiners
El projecte de Jaume Balmes i Antoni Aparici proposava per posar fi a la discòrdia civil el casament d'Isabel II amb Carles Lluís de Borbó i de Bragança, comte de Montemolín, (fill i successor de Carles, el pretendent carlí); però el projecte va fracassar i Isabel es va casar l'octubre del 1846 amb el seu cosí Francesc d'Assís de Borbó i això provoca la rebel·lió iniciada el setembre del 1846 amb l'aixecament de Benet Tristany a Solsona (un mes abans de l'enllaç d'Isabel II), i que va durar fins al 1849. De fet fou una revolta catalana contra el govern de Madrid. Tristany fou afusellat el 1847.

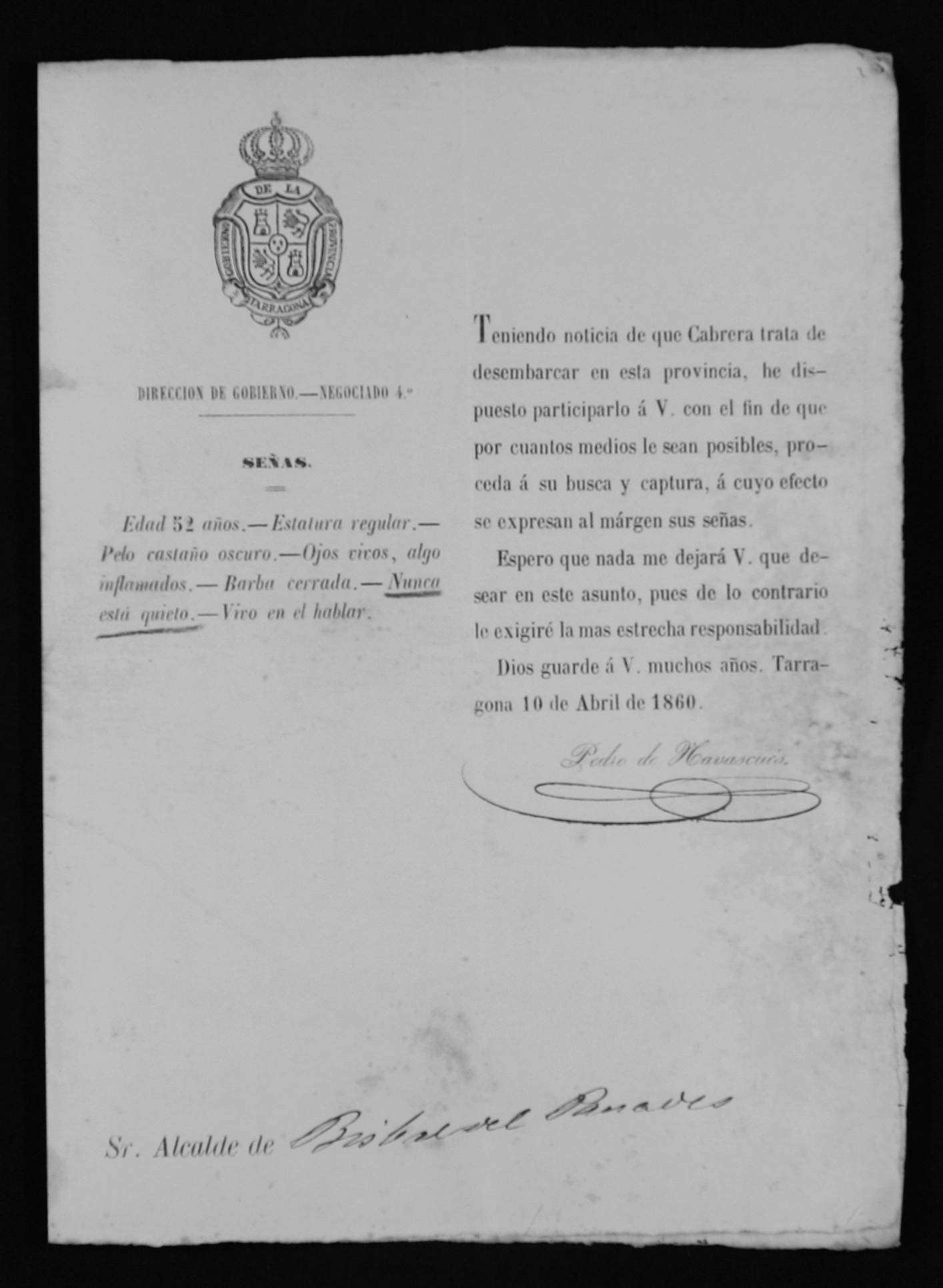
Ordre de crida i cerca de Ramon Cabrera

Cabrera, que per la seva experiència no veia possibilitats de guanyar aquella guerra, es resistí a participar-hi perquè preveia "l'esterilitat de l'empresa", però finalment per lleialtat al pretendent Carles VI, el 1848 entrà novament al Principat per Osseja (Alta Cerdanya) com a cap suprem de les forces montemolinistes de Catalunya, d'Aragó i del País Valencià, i organitzà un exèrcit de deu mil homes que operà en combinació amb els republicans del brigadier Victorià Ametller. Guanyà, temps després, el títol de marquès del Ter per la batalla del Pasteral el gener del 1849, on fou ferit.
En els vuit anys d'exili a França havia iniciat la seva evolució. En aquesta Guerra dels Matiners o Segona Guerra Carlina, els manifestos, com el publicat al diari francès L'Unión, eren moderats, i hi adoptà una actitud dúctil. Condemnà la guerra civil, les divisions i els odis i afirmà que sostindria les noves institucions promeses pel comte de Montemolín. La gran superioritat de les forces governamentals i el fet que la guerra no arrelés fora de Catalunya l'obligaren a refugiar-se a França l'abril del 1849 i, més tard, al Regne Unit.

### Segon exili
Al seu segon exili, aquest cop al Regne Unit, Cabrera va contraure matrimoni el 1850 amb Marianne Catherine Richards, una dama anglesa molt rica, de l'alta societat i de religió anglicana. Fixà la seva residència primer a Londres i després a l'extensa propietat de Wentworth, a Virginia Water, al comtat de Surrey, en la zona rural del sud de Londres a Anglaterra.
Cabrera no va voler participar en l'intent de Sant Carles de la Ràpita del mes d'abril del 1860. En un escrit adreçat a Carles VI ja li deia que no era amb "quatre o cinc mil homes, la meitat reclutes, als quals se'ls porta, per dir-ho així, sense que sàpiguen on van", que es podia arribar a Madrid. Pronosticà el fracàs de l'empresa i tingué raó. Tot i així, la seva dona va haver de fer un "avançament" de 60.000 francs-or per finançar els vaixells que portaren les tropes des de les Balears.

### Evolució ideològica de Cabrera i el trencament amb Carles VII
Les relacions amb el nou pretendent Carles VII, foren sempre difícils. Segons Garrabou: «La inestabilitat emocional del Pretendent es fa palesa en el testimoni presencial del seu secretari Arjona. Un dia li digué a Cabrera, amb increïble lleugeresa, que "separado tú, con gran sentimiento mio, brotarán héroes iguales o mayores...". Quanta profecia als vint anys! comenta irònicament Arjona.» Al cap de poc, però, tot canviava. Com diu Oyarzun, comentant aquestes oscil·lacions sens dubte neuròtiques del Pretendent: «Cuando se piensa que a los pocos meses Don Carlos iba a abrumar de elogios y de adulaciones y a cubrir de cargos, condecoraciones y gracias al insultado conde de Morella, para, al poco tiempo, volver a insultarlo y calumniarlo, uno queda aterrado».

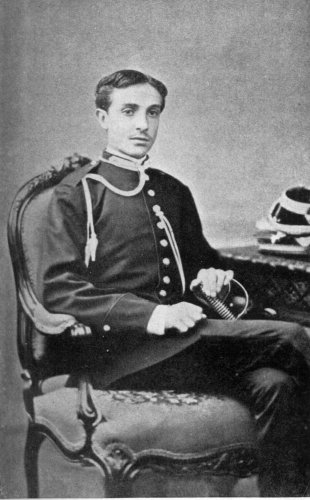
esquerranail

És famós també «l'incident del gronxador» a Baden-Baden, balneari alemany on Cabrera tractava d'alleujar les seves xacres, resultat, en bona part, de les moltes nafres de guerra. Carles VII, assegut en un gronxador, molest per les moltes objeccions del general a una nova aventura guerrera, li digué: «Si no amas a España como yo la amo, pobre de ti; si no sirves a la patria como puedes, te fusilo, lleno de tristeza, pero te fusilo». I afegeix Garrabou: «Encara avui sembla impossible que un "rei" adolescent o quasi, que no dominava ni un sol pam de territori, inexpert i no havent sentit xiular les bales, s'atrevís a parlar d'aquesta manera a un general de seixanta-tres anys, del geni guerrer del qual ningú honestament no dubtava i les campanyes del qual s'estudiaven ja a diverses escoles militars d'Europa». Altres historiadors refereixen que la frase de Carles VII, pronunciada quan Cabrera havia sortit del jardí on es trobaven, fou: El día que triunfe la causa, mi primer cuidado será fusilar a Cabrera. Les paraules haurien arribat a coneixement de la comtessa, la qual feu tallar una branca de l'arbre amb el gronxador i la feu penjar a la paret del despatx del seu marit a Wentworth, potser per recordar-li l'amenaça proferida.
Malgrat tot, Cabrera acceptà entre novembre de 1869 i març de 1870 el comandament militar i polític del carlisme. Creà una nova organització basada en les noves Juntes provincials, de districte i locals en substitució dels anacrònics «comissaris reials», feu notables esforços per trobar finançament que van fer que Carles VII li oferís el Toisó d'Or del seu avi, que Cabrera no acceptà. Però el Pretendent continuava actuant pel seu compte, fet que va provocar la dimissió irrevocable de Cabrera, definitivament presentada en una carta datada a Wentworth el 31 de març del 1870. La dimissió del general va merèixer la condemna de l'Assemblea carlina a Vevey el 18 d'abril i en la qual Cabrera va ser declarat oficialment rebel i apartat, però no expulsat, de la direcció del partit.
En el fons de la renúncia a la direcció del moviment carlí s'hi trobava el fet que Cabrera volia transformar el carlisme en una força política que defensés les seves idees en el Parlament, feia ja molt de temps que creia que no es donaven les «condicions racionals de triomf» per mitjà de les armes.
La tercera guerra esclatà el 1872 i tal com havia predit Cabrera, mai va tenir cap possibilitat real d'èxit. El 1875, totalment decebut amb Carles VII, reconegué per rei legítim Alfons XII, pensant que aquest portaria la pau, i publicà un Manifest a la Nació i un Manifest al Partit Carlista, on explicava els motius de la seva decisió.
Alfons XII el confirmà en el càrrec de capità general i en els seus títols nobiliaris, mentre que el 20 de març del 1875 Carles de Borbó li llevava graus, títols i honors. La resposta de Cabrera no va tardar, el 26 de març redactava una carta definitiva a Biarritz que acabava així: «[…] Emporti's V.A. les creus i títols que vaig guanyar amb la meva sang; jo conservo les cicatrius que els representen i que Déu i la Història jutgin la conducta de V.A. i la meva. Per la pau, dono de gust el que vaig guanyar a la guerra. Déu ajudi a V.A. i l'inspiri l'únic mitjà que li queda per complir un deure que pot anticipar la salvació d'Espanya.»

### La mort a Wentworth
Amb Marianne va estar casat durant 27 anys (del 1850 fins al 1877) amb una vida plena de comoditats al sud d'Anglaterra. Feren així mateix nombrosos viatges per Europa, bé de plaer, bé per contactar amb l'alta diplomàcia carlina abans del trencament. Tingueren cinc fills (tres homes i dues dones), els quals tingueren sorts diverses, però cap heretà el geni i el caràcter indòmit del seu pare.
Ramon Cabrera va morir uns mesos després de la tercera capitulació carlina a la seva mansió de Wentworth, on la seva vídua molts anys després encara batejava avingudes, carrers i cases amb els noms llegendaris per a la historiografia carlina de Cabrera, Morella, El Ter, Cantavieja i Tortosa, alguns dels quals encara avui perduren. Marianne Catherine Richards morí el 16 d'abril de 1915. Les seves tombes es poden visitar encara prop de l'església de Crist a Virginia Water, als antics terrenys de la propietat .

## Cabrera en la literatura
Des del primer moment, la figura del general carlí, la seva suposada crueltat i l'èpica de les seves gestes militar, han proporcionat un gran nombre de pàgines literàries, amb més o menys rigor historiogràfic:
- La campaña del Maestrazgo. Benito Pérez Galdós. Madrid, 1917
- La venta de Mirambel. Pio Baroja. Madrid, 1930
- Los confidentes audaces. Pio Baroja. Madrid, 1930
- La mariposa y la llama (teatre). Mariano Tomás. Madrid, 1942
- Los hermanos carlistas. Juan Cepas. Barcelona, 1969
- Paisaje con figuras. Antonio Gala. Madrid, 1985
- El Tigre Rojo. Carlos Domingo. Barcelona, 1991
- Les històries naturals. Joan Perucho. Barcelona, 1991
- Cabrera. Victor Decofrens. València, 1995
- El testamento de amor de Patricio Julve. Antón Castro. Barcelona, 1995
- Incidente en Wentworth. Josep Carles Clemente. Madrid, 2002
- La creu de Cabrera. Joan Andrés Sorribes. Valls, 2003
- L'hivern del Tigre. Andreu Carranza. Barcelona, 2004
- El Rey del Maestrazgo. Fernando Martínez Laínez. Madrid, 2005
- El invierno del Tigre. Andreu Carranza. Valls, 2006